# World Magnetic Model

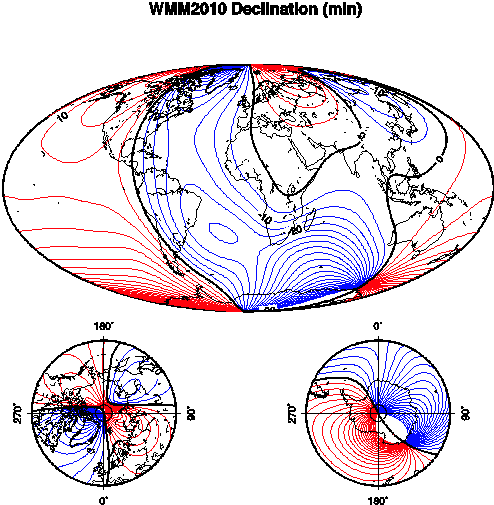
Missweisung, berechnet für Meeresniveau nach dem World Magnetic Model 2010

Das World Magnetic Model (WMM) ist ein großräumiges Modell zur Beschreibung des Erdmagnetfeldes und seiner Änderung. Es wird zusammen vom US-amerikanischen National Geophysical Data Center (NGDC) und dem British Geological Survey (BGS) herausgegeben und in 5-Jahres-Abständen aktualisiert.
WMM ist das geomagnetische Standardmodell bei zahlreichen nationalen sowie internationalen Diensten und wird auch in Geräten mit Magnetfeldsensoren eingesetzt, z. B. in Geräten mit Android- oder iOS-Betriebssystem. Das Modell liefert weltweit die Ortsmissweisung und eine Beschreibung des Erdmagnetfeldes für einen Bereich von einem Kilometer unter bis 850 Kilometer über der Erdoberfläche.
Eine alternative Beschreibung des Erdmagnetfeldes ist das International Geomagnetic Reference Field (IGRF) der International Association of Geomagnetism and Aeronomy (IAGA).